# Бонини, Массимо
Ма́ссимо Бони́ни (итал. Massimo Bonini; род. 13 октября 1959, Сан-Марино) — итальянский и сан-маринский футболист, опорный полузащитник. Лучший футболист в истории сан-маринского футбола.

## Карьера

### Клубная
Массимо Бонини начал играть в молодёжной команде «Ювенес-Догана» из Сан-Марино. В 18 лет он переезжает в Италию, чтобы выступать за клуб серии D «Беллариа-Иджиа-Марино». Проведя за клуб 33 матча, Бонини переходит в клуб серии С «Форли» из одноимённого городка. По окончании сезона его замечают в «Чезене», которая тогда играла в серии B, куда Бонини уходит в 1979 году. Сезон 1979/80 «Чезена» закончила хорошо, она вышла в серию А, где уже на следующий год про Бонини узнала вся Италия, футболиста отличала неуступчивость в единоборствах, физическая сила и хорошая скорость. Все эти качества не укрылись от «Ювентуса», который искал замену ветерану Джузеппе Фурино, и летом 1981 года Бонини стал игроком Старой синьоры.
Бонини дебютировал в «Ювентусе» 13 сентября 1981 года в матче против его бывшей команды, «Чезены», а ещё через 3 дня он уже играл против шотландского «Селтика» в матче на Кубок чемпионов. В конце сезона «Ювентус» взял 20-е скудетто, а Бонини стал твёрдым игроком основы клуба. Через год «Юве» приобрёл Мишеля Платини, а целью Бонини стал перехват мячей и передача их на француза. В конце сезона «Ювентус» занял второе место и выиграл Кубок Италии, а также дошёл до финала Кубка чемпионов. В тот год Бонини выиграл Трофей Браво для футболистов моложе 24 лет. Многие считают, что исключительная голевая плодовитость Платини связана с тем, что всю оборонительную работу полузащиты взял на себя Бонини. В «Ювентусе» Бонини выиграл футбольных трофеев больше, чем любой из его соотечественников, он стал трижды чемпионом Италии, обладателем Кубка Италии, Кубка Кубков, Суперкубка УЕФА, Кубка чемпионов и Межконтинентального Кубка, победа в последнем турнире позволила стать Бонини единственным из сан-маринских спортсменов (вместе с мотогонщиком Мануэлем Поджали), который выиграл официальное мировое соревнование.
В октябре 1988 года, после 296 матчей за «Юве» (192 в серии А), Бонини уходит в «Болонью», которая только вернулась в серию А. Вклад игрока стал решающим для сохранения прописки «Болоньи» в высшем итальянском дивизионе, а в следующем, для завоевания места, дающего возможность играть в Кубка УЕФА. Всего за «Болонью» Бонини провёл за 4 сезона 112 игр и забил 5 мячей.

### В сборной
Бонини впервые надел футболку не своей родной страны, а Италии, где он выступал за молодёжку, так как федерация футбола Сан-Марино не признавалась официально в УЕФА, а сама УЕФА считала сан-маринских игроков итальянскими. Бонини мог выступать за Италию, лишь навсегда отказавшись от сан-маринского гражданства, чего футболист не хотел и таким образом так и не сыграл за первую сборную Италии. В 1990 году УЕФА всё же официально признал федерацию футбола Сан-Марино и Бонини смог играть за свою страну, проведя 19 матчей, часть которых он сыграл уже окончив клубную карьеру.
В 2004 году, на юбилее УЕФА, федерации футбола Сан-Марино было предложено выбрать самого лучшего футболиста за последние 50 лет в Сан-Марино. Выбор федерации пал на Массимо Бонини, ставшего таким образом одним из «Золотых игроков» УЕФА.

## Достижения
Ювентус
- Чемпион Италии (3): 1981/82, 1983/84, 1985/86
- Обладатель Кубка Италии: 1982/83
- Обладатель Кубка кубков: 1983/84
- Обладатель Суперкубка Европы: 1984
- Обладатель Кубка чемпионов: 1984/85
- Обладатель Межконтинентального кубка: 1985